# حفل توزيع جوائز إم تي في السينمائي 2010
هو حفل تقديري لانجازات السينما الأمريكية والأفلام الناجحة تجاريا وعالميا Hقيم في مدينة لوس انجلوس في ولاية كاليفورنيا في السادس من 6 يونيو 2010 وتعتبر الذكرى 19 «التاسعة عشرة» لحفل ام تي في السينمائي، كان المضيف لهذه السنة الممثل الكوميدي عزيز أنصاري.

## الترشيحات والجوائز

### أفضل فيلم
توالايت ساغا : قمر جديد
- أليس في بلاد العجائب
- ذا هانج أوفر
- هاري بوتر والأمير الهجين الدم
- أفاتار

### أفضل أداء لممثل
روبرت باتينسون في توالايت ساغا : قمر جديد
- زاك ايفرون في 17 مجددا
- تايلور لوتنر في ملحمة الشفق: قمر جديد
- دانيال رادكليف في هاري بوتر والأمير الهجين (فيلم
- تشانينج تيتوم في عزيزي جون

### أفضل أداء لممثلة
كريستن ستيوارت في ملحمة الشفق: قمر جديد
- ساندرا بولوك في البعد الآخر (فيلم)
- أماندا سيفريد في عزيزي جون (فيلم
- زوي سالدانا في أفاتار (فيلم 2009)
- إيما واتسون في هاري بوتر والأمير الهجين (فيلم)

### أفضل أداء ممثل/ممثلة جديد
آنا كيندريك in فوق في الجو (فيلم)
- كوينتون آرون in البعد الآخر (فيلم)
- زاك غاليفياناكيس in صداع الكحول (فيلم)
- لوجان ليرمان in بيرسي جاكسون والأوليمبونس: لص البرق
- كريس باين in ستار تريك
- جابوري سيديبي in ثمينة (فيلم)

### أفضل شرير
توم فيلتون in هاري بوتر والأمير الهجين
- هيلينا بونهام كارتر in أليس في بلاد العجائب (فيلم 2010)
- كين جونغ in صداع الكحول (فيلم)
- ستيفن لانغ in أفاتار (فيلم 2009)
- كريستوف فالتز in أوغاد مجهولون

### أفضل اداء كوميدي
زاك غاليفياناكيس in صداع الكحول (فيلم)
- ساندرا بولوك in عرض الزواج (فيلم)
- برادلي كوبر in صداع الكحول (فيلم)
- رايان رينولدز in عرض الزواج (فيلم)
- بن ستيلر in ليلة في المتحف 2

### أفضل قبلة
كريستين ستيوارت and روبرت باتينسون in ملحمة الشفق: قمر جديد
- ساندرا بولوك and رايان رينولدز in عرض الزواج (فيلم)
- زوي سالدانا and سام ورذينجتن in أفاتار (فيلم 2009)
- كريستين ستيوارت and داكوتا فانينغ in The Runaways
- تايلور سويفت and تايلور لوتنر in عيد الحب (2010 فيلم)

### أفضل قتال
بيونسيه vs. ألي لارتر (from مهووسة)
- روبرت داوني جونير vs. مارك سترونج (from شرلوك هولمز)
- هيو جاكمان and ييف شرايبر vs. رايان رينولدز (from رجال-إكس الأصول: وولفرين)
- لوجان ليرمان vs. جاك ابيل (from بيرسي جاكسون والأوليمبونس: لص البرق)
- سام ورذينجتن vs. ستيفن لانغ (from أفاتار (فيلم 2009))

### أفضل لقطة مفاجئة
Naked Trunk Surprise – كين جونغ (from صداع الكحول (فيلم))
- Bill Murray?! A Zombie?! – بيل موري (from زومبي لاند)
- Cops a Feel – بيتي وايت (from عرض الزواج (فيلم))
- Unexpected Transformation – إيزابيل لوكاس (from المتحولون: ثأر الهاوي)
- Vomits a Mysterious Black Ooze – ميغان فوكس (from جسم جينيفر)

### أفضل اداء شرير
أماندا سيفريد in جسم جينيفر
- شارلتو كوبلي in المقاطعة 9
- جيسي آدم آيزينبيرغ in زومبي لاند
- كاتي فيذرستون in نشاط خارق
- أليسون لوهمان in إسحبني إلى الجحيم

### اقوى ممثل شرير
[[ Rain (entertainer)|Rain]] in قاتل النينجا
- أنجلينا جولي in سولت (فيلم)
- كريس باين in ستار تريك
- تشانينج تيتوم in جي. آي. جو: ظهور الكوبرا
- سام ورذينجتن in صراع الجبابرة

ملاحظات:
- استحوذ فيلم مصاصي الدماء Twilight New Moon على جوائز MTV السينمائية 2010 التي جرى توزيعها ليفوز بخمس جوائز بينها جائزة أفضل فيلم وجائزة أفضل ممثل وجائزة أفضل ممثلة.
- فازت الممثلة الأمريكية ساندرا بولوك بجائزة الإنجاز المهني جوائز MTV السينمائية 2010.

## روابط خارجية
- حفل توزيع جوائز إم تي في السينمائي 2010 على موقع IMDb (الإنجليزية)
- حفل توزيع جوائز إم تي في السينمائي 2010 على موقع كينوبويسك (الروسية)